# Emmanuel Aragó
Emmanuel Aragó (Estagell, 6 d'agost del 1812 - París, 26 de novembre del 1896) fou un advocat i polític nordcatalà, fill del cèlebre científic i també polític Francesc Aragó i nebot de l'escriptor i polític Esteve Aragó.
Era un fervent republicà, com el seu pare i els seus oncles. Va iniciar la seva carrera d'advocat en acabar els seus estudis de dret el 1836, i va intervenir en alguns judicis de molta repercussió mediàtica durant la Monarquia de Juliol. Va ser advocat, entre d'altres, d'Armand Barbès, Martin Bernard i Ledru-Rollin.
Juntament amb el seu oncle Esteve Aragó, va escriure diversos vodevils i poemes. En la seva joventut, va ser amant de l'escriptora George Sand, qui el va introduir en els salons parisencs.
Va iniciar la seva carrera política amb l'arribada de la Segona República Francesa, quan fou nomenat el març de 1848 comissari del govern provisional (prefecte) a Lió, pel departament del Roine. A les eleccions generals a l'Assemblea Nacional Constituent del 23 d'abril del 1848 va ser elegit diputat pel departament dels Pirineus Orientals el 1848 i 1849; va passar poc per l'Assemblea, ja que fou nomenat per formar part del cos diplomàtic a Berlín. Va dimitir d'aquest càrrec el 10 de desembre del 1848 després de l'elecció de Lluís Napoleó Bonaparte a la presidència de la República. Es va dedicar llavors a la seva activitat parlamentària, alineant-se amb la Muntanya i mantenint una viva oposició als monàrquics i a la política presidencialista de Lluís Napoleó. Va votar en contra de la llei Falloux que acordava àmplies concessions a l'Església Catòlica en el tema de l'ensenyament, i en contra de l'expedició militar francesa a Roma destinada a lluitar contra la República Romana i restaurar l'autoritat del papa Pius IX. El cop d'estat del 2 de desembre del 1851 li va arrabassar el seu escó.
Va reprendre la seva carrera d'advocat i es va tornar a presentar en dues ocasions a les eleccions generals, sense èxit. Tanmateix, el novembre del 1869 va ser elegit diputat per París, i va votar en contra de la declaració de guerra a Prússia. Després de la caiguda del Segon Imperi Francès, Emmanuel Aragó va ser escollit com a membre del govern de defensa nacional proclamat el 4 de setembre del 1870 a París, que s'oposava a la rendició davant Prússia. Va assumir les funcions de ministre de Justícia, i després de la signatura de l'armistici va succeir Léon Gambetta com a ministre d'Interior fins a les eleccions de febrer del 1871. Hi va ser elegit diputat dels Pirineus Orientals, i va passar a presidir el grup parlamentari de l'Esquerra republicana, oposat a la política del cap del govern Adolphe Thiers.
Va conservar el seu escó en l'Assemblea Legislativa fins al 1876, any en el qual va ser escollit senador dels Pirineus Orientals. Entre 1880 i 1884 va compartir les seves funcions en el Senat francès amb un lloc d'ambaixador a Berna davant la República Helvètica entre 1881 i 1884. Va obtenir 27 vots sense ser candidat a l'elecció presidencial del 27 de juny del 1894 en la qual va ser escollit finalment Casimir-Perier.
Va ser senador fins a la seva mort, ocorreguda el 1896 a París. El seu fill Pierre Jean François Arago va ser diputat pels Alps Marítims durant la Tercera República Francesa.
Va pertànyer a la francmaçoneria, fou membre del Gran Orient de França.